# Lu Rois
Lu Rois (Sabadell, 22 de juliol de 1990) és una cantant, pianista i compositora catalana. És graduada en piano clàssic pel Conservatori de Barcelona, Llicenciada en Història de l'Art, graduada en Musicologia i especialitzada en New Media Art i Curadoria. El seu projecte musical neix l'any 2014 amb la publicació del seu primer disc, Camí del far (autoeditat). El 2016, avança el seu segon disc amb l'EP Cau de Lluna i el 2017 publica l'LP Clarobscur sota el paraigües de Hidden Track Records. El 2020 ha publicat Microcosmos (Bankrobber, 2020). Ha col·laborat amb diferents músics de referència com Isabelle Laudenbach, Carles Belda, Sara Fontán, Joana Gomila, Espaldamaceta, Edi Pou o Núria Galvañ. A més, ha musicat i acompanyat al piano diferents recitals poètics amb Roc Casagran, David Caño i David Fernàndez.

## Discografia
- Camí del far (2014/2015, autoeditat)
- Cau de lluna (2016, EP, autoeditat)
- Clarobscur (2017, Hidden Track Records)

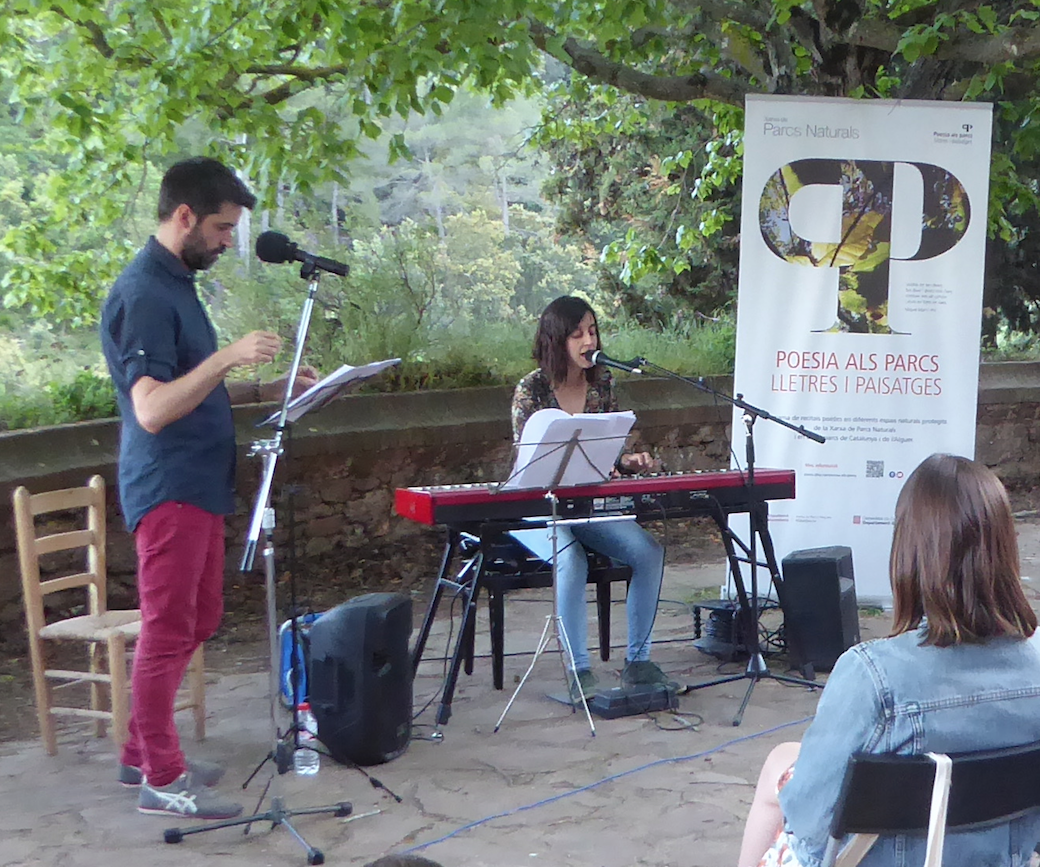
Lu Rois i Roc Casagran al Marquet de les Roques

- Microcosmos (2020, Bankrobber)[5]